# Бирча (Могилёвская область)
Би́рча (бел. Бірча) — деревня в составе Бортниковского сельсовета Бобруйского района Могилёвской области Республики Беларусь.

## История
В 1607 году упоминается как деревня в Речицком повете ВКЛ. До 1921 имение в Бортниковской волости, Бобруйского уезда. В 1861 году 730 десятин земли перешли по наследству поручику Адольфу Ивановичу Местеру. В 1876 году в составе имения была водяная мельница и две корчмы.

## Население
- 1999 год — 286 человек
- 2010 год — 180 человек

## Достопримечательность
- Селище, на окраине д. Бирча —  Историко-культурная ценность Республики Беларусь, шифр 513В000081